# Stoke City
Stoke City (offiziell: Stoke City Football Club) ist ein englischer Fußballverein aus Stoke-on-Trent. Der Klub, der bis 1928 nur Stoke Football Club hieß, ist einer der ältesten noch existierenden professionellen Fußballklubs der Welt; er wurde im Jahr 1863 oder 1868 gegründet. Am 4. Mai 2008 sicherte sich der Verein erstmals nach 23 Jahren die Teilnahme an der höchsten englischen Spielklasse und spielte zehn Saisons in der Premier League. In der Spielzeit 2018/19 kehrte Stoke City in die EFL Championship zurück.

## Verein
Ihren Spitznamen „The Potters“ (deutsch: Die Töpfer) verdankt die Mannschaft dem entsprechenden Industriezweig der Stadt. Die Mannschaftstrikots sind traditionell rot-weiß längsgestreift. Aktueller Besitzer des Klubs ist das Unternehmen Kidsgrove Road Limited, eine Tochtergesellschaft von Bet365; dem Verein steht Peter Coates als Vorsitzender vor. Zuvor hatte der Klub zwischen 1999 und 2006 der „Stoke Holding“ gehört, die von einem Konsortium isländischer Geschäftsleute kontrolliert wurde. Die Übernahme durch Coates war letztlich am 22. Mai 2006 erfolgreich.
1997 verließ der Club sein traditionelles Stadion Victoria Ground und zog in das neu erbaute Britannia Stadium (heute: bet365 Stadium) mit rund 28.000 Plätzen um. Im Victoria Ground, in dem der Klub seit 1878 gespielt hatte, stellte Stoke City am 29. März 1937 gegen den FC Arsenal mit 51.373 Zuschauern seinen bis heute bestehenden Besucherrekord auf.
Rund 20 Jahre vor dem Aufstieg im Jahr 2008 hatte Stoke City in der Saison 1984/85 an der höchsten englischen Spielklasse teilgenommen und dabei mit nur 17 erzielten Punkten einen Negativrekord aufgestellt, der erst 21 Jahre später unterboten werden sollte. Größter Erfolg der Potters war der Sieg im Ligapokal 1972, als im Finale der FC Chelsea mit 2:1 besiegt wurde. Zudem gewann Stoke City zwei Mal die Football League Trophy (1992 und 2000).

## Geschichte

### Die ersten Jahre (1863–1887)
Ehemalige Schüler der Charterhouse School gründeten 1863 mit den Stoke Ramblers einen Fußballverein, den sie zur Freizeitbetätigung neben ihrer Lehre bei der North Staffordshire Railway in Stoke-on-Trent nutzten. Das erste dokumentierte Spiel fand fünf Jahre später am 17. Oktober 1868 in der ursprünglichen Spielstätte des Victoria Cricket Clubs statt. Gegner war ein Verein namens EW May XV, und die Partie zwischen den aus jeweils 15 Spielern bestehenden Mannschaften endete mit einem 1:1-Remis. Dabei schoss Gründungsmitglied und Mannschaftskapitän Henry Almond das erste Tor in der Klubgeschichte. Die Ramblers absolvierten 1868 noch vier weitere Spiele. Dazu zählte mit einem 2:0 gegen ein Team aus Newcastle-under-Lyme auch der erste Sieg. Um dem stetig wachsenden Zuschaueranspruch Herr zu werden, bezog der Klub 1875 am Sweetings Field seine neue sportliche Heimat, welche nicht weit vom Victoria Cricket Ground lag. Zu diesem Zeitpunkt hatten die Begegnungen jeweils nur Freundschaftsspielcharakter. Dies sollte sich ab 1877 mit der Gründung der Staffordshire Football Association sowie eines neuen Pokalwettbewerbs ändern. Bereits in der ersten Auflage dieses neuen „County Cups“ war Stoke siegreich und schlug im Endspiel die Talke Rangers mit 1:0. Eine Spielrunde zuvor hatte der Klub eine Mannschaft aus Mow Cop mit 26:0 geschlagen und damit den höchsten Sieg in einem Pflichtspiel eingefahren – dieser Rekord besitzt heute noch Gültigkeit. Im anschließenden Jahr verteidigte Stoke die Trophäe erfolgreich und etablierte sich damit seinerzeit zum meistrenommierten Verein der Gegend.
Im Jahr 1878 fusionierten die Stoke Ramblers mit dem Stoke Victoria Athletic Club und nannten sich fortan offiziell Stoke Football Club. Die Spielstätte am Sweetings Field fand keine weitere Verwendung mehr, und so bezog die Mannschaft den Platz des Athletic Clubs, der nur wenig später als Victoria Ground bekannt wurde. Ebenfalls in diese Zeit fiel die erstmalige Verwendung der heute traditionellen rot-weiß gestreiften Trikots. Drei Jahre später nahm der neue FC Stoke am neu ins Leben gerufenen Birmingham Association Cup teil, unterlag dort aber bereits in der ersten Runde mit 0:8 gegen Aston Villa. In der Saison 1882/83 zog der Klub ins Finale des Staffordshire Senior Cups ein, in dem sich West Bromwich Albion bei der 2:3-Niederlage jedoch als die bessere Mannschaft erwies. Am bereits seit 1871 landesweit ausgetragenen FA Cup nahm Stoke erstmals in der Spielzeit 1883/84 teil.
Die Professionalisierung des Vereins schritt nun schnell voran, zumal die Bedrohung durch den konkurrierenden britischen Fußballverband (British Football Association) die Football Association (FA) 1885 zur Legalisierung des Profifußballs „nötigte“ Im Zuge dieser nahm Stoke im August 1885 den Status eines Profivereins an. Sportlich ließ der Durchbruch auf landesweiter Ebene allerdings noch auf sich warten: nach einer Niederlage im Wiederholungsspiel gegen Crewe Alexandra verabschiedete sich der Klub aus der FA-Cup-Runde der Saison 1885/86. Erst im Jahr darauf konnte die Mannschaft den ersten Sieg im FA Cup feiern, der mit einem 10:0 gegen die Caernarfon Wanderers im Victoria Ground zudem sehr deutlich ausfiel.

### The Football League (1887–1918)
Der FC Stoke war 1888 eines der zwölf Gründungsmitglieder der Football League. Vertreten wurde der Klub dabei von Harry Lockett. Dieser war während eines Treffens in London maßgeblich am Gründungsprozess der weltweit ersten nationalen Fußballliga beteiligt (Lockett wurde erster Ligasekretär; um sich auf diese Aufgabe vollständig konzentrieren zu können trat er im August 1890 von seinen Pflichten bei Stoke zurück). Von Beginn des ersten Spiels gegen West Bromwich Albion am 8. September 1888 an kämpfte der FC Stoke in den ersten beiden Ligaspielzeiten um die sportliche Existenz und belegte sowohl in der Saison 1888/89 als auch in der anschließenden Spielzeit den letzten Tabellenplatz. Das damals formal betriebene Aufnahmebegehren zur Teilnahme an der Football League („Re-election“) schlug nach der zweiten Saison fehl. Daraufhin wurde der Verein durch den FC Sunderland ersetzt. Stoke verbrachte die Saison 1890/91 stattdessen in der Football Alliance und gewann dort die Meisterschaft. Die Football League erweiterte zur Saison 1891/92 die Anzahl der teilnehmenden Mannschaften von 12 auf 14. Davon profitierte unter anderem auch der FC Stoke, der in den verbleibenden Jahren des ausklingenden 19. Jahrhunderts in der Football League spielte (ab der Spielzeit 1892/93 nach Einführung einer zweitklassigen Liga in der „Football League First Division“). Im Jahr 1897 verpflichtete Stoke Horace Austerberry. Dieser wurde zwei Jahre später erster Trainer des Vereins und zog mit seiner Mannschaft in der Spielzeit 1898/99 ins FA-Cup-Halbfinale ein.
Um die Jahrhundertwende herum mehrten sich die finanziellen Probleme des Vereins, die dazu führten, dass der Profifußball in der Stadt nicht mehr aufrechterhalten werden konnte. Nach dem Abstieg in die Second Division im Jahr zuvor verließ der FC Stoke 1908 den Football-League-Verbund und wechselte in die regionale „Birmingham & District League“. Ein Jahr später ließ der Verein parallel sogar eine zweite Mannschaft in der Westdivision der Southern League spielen, wobei diese im ersten Jahr direkt den ersten Platz belegen konnte. In beiden Ligasystemen spielte der FC Stoke bis 1915, bevor die Rückkehr in die Football League genehmigt wurde. Der Ausbruch des Ersten Weltkriegs, der den offiziellen Spielbetrieb in der Football League vier Jahre lang aussetzte, verhinderte diese jedoch zunächst. Erst ab August 1919 nahm der FC Stoke wieder an der Second Division der Football League teil. Um nicht völlig aus der Übung zu kommen, hatte das Team zu Kriegszeiten an diversen Spielen der unterklassigen Lancashire League teilgenommen.

### Neubeginn im Victoria Ground (1919–1930)
1919 erwarb der FC Stoke das Victoria-Ground-Stadion zurück, und durch die Errichtung der Butler-Street-Tribüne konnte das Fassungsvermögen auf 50.000 Zuschauer erweitert werden. Nach dem Wiederbeginn des Football-League-Spielbetriebs gelang dem FC Stoke in der Saison 1921/22 unter Trainer Arthur Shallcross der Aufstieg in die Erstklassigkeit, dem aber nur ein Jahr später der direkte Wiederabstieg in die Second Division folgte. Shallcross hatte dabei bereits im März 1923 seine Konsequenzen gezogen und war von seinem Amt zurückgetreten. Seinem Nachfolger Tom Mather sollte die erneute Rückkehr in die oberste englische Spielklasse nicht gelingen. Stattdessen stieg der Klub nach dem Ende der Saison 1925/26 sogar in die drittklassige Third Division North ab. Der Aufenthalt dort war jedoch nur sehr kurz und Stoke kehrte sofort mit dem Drittliga-Meistertitel in die Zweitklassigkeit zurück. Als der Stadt Stoke-on-Trent im Jahr 1925 das Stadtrecht verliehen wurde, änderte auch der Stoke Football Club 1928 seinen offiziellen Namen in „Stoke City Football Club“ um.

### Die erste Matthews-Ära (1930–1947)
Im März 1932 debütierte mit dem 17-jährigen Stanley Matthews der wohl berühmteste Fußballspieler in den Reihen von Stoke City gegen den FC Bury. Bis zum Ende des Jahrzehnts wurde aus dem Nachwuchstalent ein englischer Nationalspieler, der von vielen Experten als bester Spieler seiner Generation angesehen wurde. Mit seinem ersten Länderspiel im Jahr 1934 wurde er außerdem Stokes erster englischer Auswahlspieler seit 30 Jahren. In der Saison 1932/33 gelang dem Verein die Zweitligameisterschaft, wobei Matthews mit 15 Spielen noch vergleichsweise wenig zum Aufstieg beigetragen hatte.
Der Aufstieg löste eine regelrechte Boom-Phase aus und der Zuschauerschnitt überstieg die 23.000-Grenze, was wiederum für Trainer Tom Mather ein größeres Transferbudget bedeutete. Den Kern der aufstrebenden Mannschaft bildeten jedoch in der eigenen Region beheimatete junge Spieler wie Matthews, Tommy Sale und Freddie Steele. Mather beendete im Mai 1935 seine 12-jährige Trainerära bei Stoke City und schloss sich Newcastle United an. Kurze Zeit später wurde mit Bob McGrory ein Nachfolger bestimmt, der dem Verein zuvor 14 Jahre als Spieler gedient hatte. Nach dem Aufstieg konsolidierte sich Stoke City in der englischen Eliteklasse und belegte in der Saison 1935/36 mit neun Punkten Rückstand auf den Meister FC Sunderland den vierten Rang. Es folgten zwei Mittelfeldplätze in den folgenden beiden Spielzeiten. Dabei gelang mit einem 10:3-Erfolg im Februar 1937 gegen West Bromwich Albion der höchste Sieg des Vereins in einem Meisterschaftsspiel. Freddie Steele trat dabei als fünffacher Torschütze in Erscheinung. Auch die Rekordheimkulisse von 51.373 Zuschauern beim Spiel gegen den FC Arsenal im April 1937 fiel in diese Zeit. Steeles 33 Ligatore stellen bis zum heutigen Tag die Rekordausbeute für einen Spieler von Stoke City in einer Saison dar. Der Stellenwert des Fußballs hatte sich in der Stadt derart erhöht, dass sich 3.000 Leute in Kings Hall zu einem Gespräch versammelten, als Gerüchte aufkamen, Matthews wolle den Verein verlassen, um seiner Karriere einen weiteren Entwicklungsschub zu verleihen. Matthews blieb und Stoke City beendete die Saison 1938/39 auf dem fünften Platz.
Mit dem Ausbruch des Zweiten Weltkriegs wurde der Meisterschaftsbetrieb sechs Jahre lang unterbrochen, und so fand auch die zuletzt erfolgreiche Phase bei Stoke City ein abruptes Ende. In einem der ersten Nachkriegsspiele erlebte der Klub im Jahr 1946 eine Tragödie, als in der sechsten FA-Cup-Runde bei den Bolton Wanderers 33 Anhänger während des Bolton Disasters starben und weitere 520 Zuschauer Verletzungen davontrugen. Neben den im Leistungszenit befindlichen Spielern Matthews, Sale und Steele kam mit Neil Franklin eine weitere Entdeckung aus der eigenen Jugend, der von vielen auf der Centre-half-Position im Zentrum der Abwehr als bester englischer Spieler zu dieser Zeit angesehen wurde. Mit diesen Spielern entwickelte sich Stoke City zu einem ernsthaften Titelanwärter in der Saison 1946/47, vergab diese Chance aber am letzten Spieltag. Ein Sieg hätte zur englischen Meisterschaft gereicht, aber die 1:2-Niederlage gegen Sheffield United machte stattdessen den FC Liverpool zum ersten Nachkriegsmeister. Bereits vor dem drittletzten Spieltag hatte der mittlerweile 32-jährige Stanley Matthews doch noch den Verein in Richtung FC Blackpool für eine Ablösesumme von 11.500 Pfund verlassen und damit den künftigen sportlichen Abschwung eingeleitet.

### Sportlicher Abschwung und verpasste Ziele (1948–1960)
In den beiden Spielzeiten 1947/48 und 1948/49 war der Titelkampf mit Rang 15 und 11 weit außer Reichweite, und auch die 1950er Jahre sollten den Negativtrend fortsetzen. Nachdem in der Spielzeit 1951/52 der Abstieg noch knapp abgewendet werden konnte, bedeute der vorletzte Platz in der Saison 1952/53 – 20 Jahre nach dem Erstligaaufstieg – die Rückkehr in die Zweitklassigkeit. Bereits im Februar 1952 hatte Bob McGrory 17 Jahre nach seiner Amtsübernahme den Trainerposten bei Stoke City aufgegeben. Nachfolger Frank Taylor stabilisierte die Mannschaftsleistungen in der zweiten Liga, ohne jedoch den gewünschten Wiederaufstieg herbeiführen zu können. Dabei verpasste Stoke City die Rückkehr in die First Division in der Spielzeit 1954/55 nur aufgrund einer knappen 2-Punkte-Differenz auf die beiden Aufsteiger Birmingham City und Luton Town. Nachdem die Mannschaft mit einem 17. Abschlusstabellenplatz in der Saison 1959/60 erneut deutlich an höheren Zielen gescheitert war, entließ die Vereinsführung Taylor im Juni 1960.

### Die Waddington-Jahre (1960–1977)
Zu Beginn der 1960er Jahre hatte der Zuschauerzuspruch im Victoria Ground einen neuen Tiefpunkt erreicht und der Schnitt betrug erstmals seit 40 Jahren wieder weniger als 10.000. Die Beförderung von Tony Waddington ins Cheftraineramt im Juni 1960 leitete jedoch ein Trendwende ein. Waddington hatte bereits seit 1952 im Trainerstab von Stoke City gearbeitet und seit 1957 das Assistenztraineramt bekleidet. Eine Besserung setzte zunächst nicht ein und Waddington schloss mit Stoke City seine erste Saison 1960/61 auf dem 18. Tabellenplatz der Second Division ab. Die Zuschauerzahlen blieben niedrig – einem Spiel gegen Preston North End wohnten 1961 gar nur 8.409 Besucher bei. Dies änderte sich grundlegend als Waddington mit der Verpflichtung des 46-jährigen Stanley Matthews – 14 Jahre nach dessen Weggang – einen Coup landete, der sich schnell auszahlte. 35.974 Zuschauer erwarteten die Rückkehr des ehemaligen Starspielers, und inmitten einer neuen Aufbruchstimmung schaffte die Mannschaft mit Matthews in der Saison 1961/62 der Sprung auf den achten Platz. Nur ein Jahr später gelang der ersehnte Wiederaufstieg in die First Division über den Gewinn der Zweitligameisterschaft. Der sportliche Höhenflug hatte damit aber noch kein Ende gefunden: dem Team gelang in der Saison 1963/64 auf Anhieb eine sichere Platzierung im Mittelfeld der First Division. Starspieler Matthews blieb auch im fußballerisch hohen Alter noch sehr einflussreich und führte die Mannschaft 1964 ins Endspiel des Ligapokals, das jedoch nach Hin- und Rückspiel gegen Leicester City verloren ging.
Neben Matthews setzte Waddington auch bei anderen Spielern auf Erfahrung. Dennis Viollet, Jackie Mudie, Roy Vernon, Maurice Setters und Jimmy McIlroy waren allesamt gestandene Kräfte. Matthews hatte mittlerweile sogar seinen 50. Geburtstag gefeiert, bevor er sich im Februar 1965 mit seinem 701. Meisterschaftsspiel gegen den FC Fulham endgültig vom aktiven Sport verabschiedete. Für 52.000 Pfund verpflichtete der Verein 1967 mit Gordon Banks von Leicester City einen Weltmeister von 1966, der zudem als einer der weltweit besten Torhüter angesehen wurde.
Mitte 1967 nahm Stoke City bereits mit Banks als Cleveland Stokers an der Meisterschaft des seinerzeitigen offiziellen Fußballverbandes der USA, der United Soccer Association teil und belegte in der Eastern Division den zweiten Platz unter sechs Teilnehmern. Stoke trat auch hier mit rot-weiß gestreiften Trikots an und trug die Heimspiele im Cleveland Stadium aus.
Banks verhalf der Mannschaft zu weiterer Stabilität in der First Division. Die Entwicklung fand mit dem Gewinn des Ligapokals ihren vorläufigen Höhepunkt: 97.852 Zuschauer im Wembley-Stadion sahen Stokes 2:1 gegen den haushohen Favoriten FC Chelsea am 4. März 1972. Auch im FA Cup zeigte Stoke City gute Leistungen und zog sowohl in der Saison 1970/71 als auch in der anschließenden Spielrunde ins Halbfinale ein. Beide Male scheiterte die Mannschaft erst im Wiederholungsspiel am FC Arsenal.
Waddington hatte nach dem Titelgewinn mit dem Karriereende von George Eastham und Peter Dobing zu kämpfen und reagierte, indem er im Frühjahr 1974 für 240.000 Pfund Alan Hudson vom FC Chelsea verpflichtete. Kurze Zeit später folgten Geoff Salmons von Sheffield United für 160.000 Pfund, sowie Peter Shilton von Leicester City für 325.000 Pfund – seinerzeit die Rekordsumme für einen Torhüter. Mit diesen neuen Spielern kämpfte die Mannschaft in der Saison 1974/75 um den Meistertitel, belegte aber nach einigen schwachen Partien zum Ende der Spielzeit nur den fünften Rang – vier Punkte hinter dem neuen englischen Meister Derby County. In den 1970er Jahren agierte Stoke City zudem erstmals in europäischen Vereinswettbewerben. Dabei qualifizierte sich der Klub für den UEFA-Pokalwettbewerb 1972/73, verlor aber bereits in der ersten Runde gegen den 1. FC Kaiserslautern. Auch zwei Jahre später bedeutete der fünfte Tabellenplatz in der First Division den Einzug in den UEFA-Pokal, wo erneut bereits die erste Runde Endstation bedeutete. Eine Niederlage blieb gegen Ajax Amsterdam zwar aus, jedoch fiel man nach einem 1:1 im Heim- und 0:0 im Auswärtsspiel der Auswärtstorregel zum Opfer.
Im Januar 1976 beschädigte ein Sturm das Dach der Butler-Stand-Tribüne so schwer, dass der Klub zunächst sein anschließendes Heimspiel gegen den FC Middlesbrough im Vale Park, der Spielstätte des Lokalrivalen Port Vale austragen musste. Weitaus gravierender waren jedoch die Reparaturkosten in Höhe von 250.000 Pfund, die den Verein in finanzielle Nöte brachten. Der Verkauf von Alan Hudson, Mike Pejic und Jimmy Greenhoff für die Gesamtsumme von 440.000 Pfund sorgte zwar für wirtschaftliche Erleichterung, doch das derart geschröpfte Team konnte den Abstieg in der Saison 1976/77 nicht mehr verhindern. Nach 17 Jahren sorgte schließlich eine 0:1-Heimniederlage im März 1977 für das Ende der „Waddington-Jahre“.

### Zwischen Erst- und Drittklassigkeit (1977–2000)
Kurz vor dem Abstieg in die Second Division übernahm mit George Eastham Waddingtons ehemaliger Assistent im gleichen Monat das Traineramt., Eastham blieb jedoch nur zehn Monate und trat bereits im Januar 1978 zurück. Die Misere des Vereins fand kurze Zeit später mit der FA-Cup-Niederlage gegen den Amateurklub Blyth Spartans ihren Tiefpunkt. Mit Alan Durban verpflichtete die Vereinsführung im Februar 1978 den ehemaligen Trainer von Shrewsbury Town und bereits in seiner ersten vollständigen Saison 1978/79 gelang Durban mit dem dritten Platz der Aufstieg in die First Division. Die Mannschaft etablierte sich zwei Jahre lang in der höchsten englischen Liga, bevor Durban den Verein 1981 in Richtung FC Sunderland verließ.
Richie Barker übernahm Durbans Nachfolge im Jahr 1981. Dieser verpflichtete in Vorbereitung auf die neue Saison 1982/83 Mickey Thomas von Brighton & Hove Albion. und Mark Chamberlain von Port Vale. Die Ablösesumme für Thomas betrug 200.000 Pfund, doch schon nach zwei Jahren verkaufte ihn Stoke City für nur noch 75.000 Pfund an den FC Chelsea weiter. Flügelspieler Chamberlain, für 135.000 Pfund verpflichtet, erwies sich hingegen als dauerhafter Erfolg. Während seiner Zeit in Stoke wurde er zudem acht Mal in die Nationalmannschaft berufen. Bereits während der zweiten Trainersaison 1983/84 fand Barkers Ära jedoch ein frühes Ende, und Bill Asprey sorgte als neuer sportliche Leiter dafür, dass der Veteran Alan Hudson zu Stoke City zurückkehrte. Diese Entscheidung zahlte sich kurzfristig aus, da mit einer deutlichen Leistungssteigerung in der Rückrunde der Abstieg in der Saison 1983/84 noch am letzten Spieltag abgewendet werden konnte. Dass es sich hier nur um einen Aufschub handelte, zeigte die anschließende Spielzeit 1984/85: Stoke City stellte mit nur 17 Punkten und nur drei Saisonsiegen einen neuen Negativrekord für einen englischen Erstligisten seit Einführung der 3-Punkte-Regelung auf. Diese Punkteausbeute wurde erst 21 Jahre später vom FC Sunderland unterboten Asprey verließ den Verein im April 1985 aus gesundheitlichen Gründen. Mick Mills sollte ab der Saison 1985/86 die Funktion eines Spielertrainers ausüben. In seiner insgesamt vier Jahre umfassenden Amtszeit führte Mills die Mannschaft zunächst ins Mittelfeld der zweiten Liga. In der Spielzeit 1986/87 belegte das Team zwischenzeitlich den vierten Platz und sorgte unter anderem für einen spektakulären 7:2-Sieg gegen Leeds United, bevor einige schwächere Auftritte noch für den Fall auf Rang 8 sorgten. In den anschließenden zwei Jahren blieb Stoke City chancenlos im Kampf um die vorderen Plätze. Nach einem ebenfalls schwachen Start in die Saison 1989/90 trotz Transferinvestitionen in Höhe von einer Million Pfund entließ die Vereinsführung Mills.
Mit Alan Ball – Weltmeister von 1966 – beschäftigte der Klub fortan den bereits fünften Trainer innerhalb von zehn Jahren. Als weitaus nachhaltigere Personalie erwies sich jedoch 1989 die Ernennung von Peter Coates zum neuen Vereinsvorsitzenden. Ball blieb glücklos in seiner ersten Saison 1989/90 und stieg als Tabellenletzter in die drittklassige Third Division ab. Obwohl Stoke damit zum ersten Mal seit 63 Jahren wieder in einer dritten Liga antreten musste, blieb Ball zur Spielzeit 1990/91 im Amt. Als die Mannschaft dort aber ebenso dürftige Leistungen zeigte, verließ Ball im Februar 1991 den Klub – am Ende belegte Stoke City mit Rang 15 die bis heute niedrigste Ligaplatzierung in seiner Historie.
Im Mai 1991 wurde der Schotte Lou Macari zu Balls Nachfolger für die Saison 1991/92 bestimmt, und eine sportliche Verbesserung setzte nahezu sofort ein: Stoke verpasste 1992 mit dem vierten Rang zwar nur knapp den Aufstieg, sorgte aber mit dem Gewinn der Football League Trophy („Autoglass Trophy“) nach einem 1:0-Finalsieg in Wembley gegen Stockport County für einen Achtungserfolg (Mark Stein schoss das entscheidende Tor). Macari gelang ein Jahr später mit seiner Mannschaft der Aufstieg in die zweite Liga, wobei diese nach Einführung der Premier League nun „First Division“ hieß. Wieder hatte Stein, der für 100.000 Pfund von Oxford United verpflichtet worden war, mit 26 Saisontoren einen nicht unerheblichen Anteil an stattlichen 93 Punkten, die Stoke City erringen konnte. Macari wechselte schließlich im Oktober 1993 zum schottischen Renommierclub Celtic Glasgow, und auch Stein ließ man für 1,5 Millionen Pfund zum FC Chelsea gehen. Die anschließende Amtszeit von Trainer Joe Jordan dauerte nicht einmal ein Jahr an und der Verein verpflichtete nur 12 Monate nach seinem Weggang erneut Lou Macari. Obwohl die Wiederverpflichtung des Erfolgstrainer eine gewisse Euphorie in den Verein trug, kam die Mannschaft in der Saison 1994/95 nicht über einen Mittelfeldplatz hinaus. Auch die Spielzeit 1995/96 begann durchwachsen, bevor vor allem der neue Stürmer Mike Sheron für eine deutliche Verbesserung sorgte. Stoke City belegte noch den vierten Platz, scheiterte dann aber im Play-off-Halbfinale an Leicester City. Um diesen Trend fortzusetzen, lieh Stoke City zur Saison 1996/97 Mark Stein vom FC Chelsea aus, der an der Seite von Sheron die vordere Angriffsreihe bilden sollte. Bis zur Weihnachtszeit setzte sich die Mannschaft auch auf dem vierten Platz fest, verlor aber in einer schwachen Rückrunde immer mehr an Boden und beendete die Spielzeit auf dem zwölften Platz. Für die vereinsinterne Rekordablösesumme von 2,5 Millionen Pfund verließ Sheron den Klub Richtung Queens Park Rangers. Auch Macari beendete seine zweite Ära bei Stoke City und verabschiedete sich während der Partie gegen West Bromwich Albion, mit der die Potters auch gleichzeitig Abschied vom altehrwürdigen Victoria Ground nahmen.

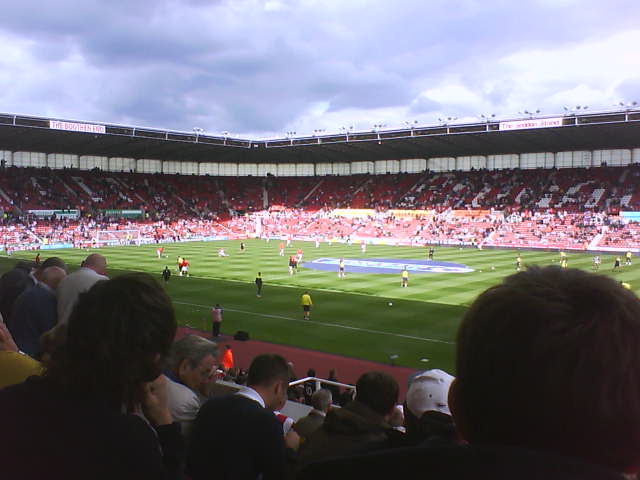
Das Britannia Stadium

Zur Saison 1997/98 bezog Stoke City mit dem neuen Britannia Stadium ein 28.000 Zuschauer fassendes reines Sitzplatzstadion und verließ damit nach 99 Jahren den Victoria Ground. Bis zu diesem Zeitpunkt hatte kein anderer britischer Verein länger an gleicher Stelle eine Fußballheimstätte besessen. Mit Chic Bates – Macaris ehemaligem Assistenten – ging die Mannschaft schließlich in die Premierensaison. Bates agierte jedoch glücklos, und so fiel das Team von einem anfänglichen Play-off-Platz in die Abstiegsregion zurück. Vor allem eine deutliche 0:7-Heimniederlage gegen Birmingham City hinterließ dabei nachhaltige Spuren. Bereits im Januar 1998 wurde Bates durch Chris Kamara ersetzt, aber auch der ehemalige Trainer von Bradford City konnte die Wende nicht mehr herleiten und gab bereits im April wieder auf. „Altmeister“ Alan Durban, der Stoke City zwei Jahrzehnte zuvor trainiert hatte, betreute die Mannschaft für den Rest der Saison und stieg mit ihr auf Rang 23 in die Drittklassigkeit ab.
Mit Brian Little übernahm zur Saison 1998/99 ein ehemaliger sportlicher Leiter von Aston Villa den Trainerposten bei Stoke City, und bis Dezember 1998 hatte die Mannschaft nach einem guten Start die Tabellenführung inne. Es folgten jedoch Formkrisen und der Sturz auf den achten Platz, was dazu führte, dass Little den Verein bereits nach einem Jahr wieder verließ. Auch Gary Megson erlebte danach nur ein auf vier Monate befristetes Kurzzeitengagement. Ausschlaggebend dafür waren aber weniger sportliche Gründe; vielmehr sorgte die Übernahme des Vereins durch die „Stoke Holding“, einem isländischen Konsortium, in Höhe von 66 Prozent der Anteile (6,6 Millionen Pfund) dafür, dass mit dem Isländer Guðjón Þórðarson im November 1999 der erste „Nicht-Brite“ Platz auf dem Trainerstuhl von Stoke City nahm.

### Jüngere Entwicklungen (seit 2000)
In der Saison 1999/2000 gewann Stoke City zum zweiten Mal die Football League Trophy, die zu diesem Zeitpunkt im Zuge des Sponsoring offiziell „Auto Windscreens Trophy“ hieß. Dabei besiegte die Mannschaft im April 2000 vor 75.057 Zuschauern im Wembley-Stadion Bristol City mit 2:1. Die große Enttäuschung folgte aber bereits einen Monat später, als die Niederlage im Halbfinale der Aufstiegs-Play-offs gegen den FC Gillingham für ein weiteres Jahr Drittligafußball sorgte. Im folgenden Jahr erreichte Stoke City erneut Ausscheidungsspiele, um jedoch abermals im Semifinale zu scheitern; diesmal am FC Walsall. Erst der dritte Anlauf war für die Mannschaft von Thordarson letztlich erfolgreich. Sie belegte in der Meisterschaftsrunde 2001/02 den fünften Platz und zog ein weiteres Mal in die Play-off-Spiele ein. Nach einem Sieg gegen Cardiff City im Halbfinale sorgte der 2:0-Triumph gegen den FC Brentford im Millennium Stadium für die Rückkehr in die zweithöchste englische Spielklasse. Trotz dieses Erfolgs entließ der Vereinsvorsitzende Gunnar Gíslason Trainer Thordarson nur fünf Tage nach dem Endspiel. Obwohl die Fans gegen diese Entscheidung Sturm liefen und lautstark die Wiedereinstellung des Aufstiegstrainers forderten, blieb Gislason hart und Thordarson kehrte nicht mehr zurück.
Neuer sportlicher Leiter wurde Steve Cotterill vor Beginn der Saison 2002/03., Dieser verblieb jedoch nur vier Monate, bis er im Oktober 2002 eine Assistentenstelle beim FC Sunderland an der Seite von Howard Wilkinson annahm. Als Nachfolger sollte mit George Burley der langjährige Trainer von Ipswich Town angeheuert werden, der das Angebot aber in letzter Minute ablehnte. Stattdessen engagierte der Verein kurze Zeit später Tony Pulis. Der Waliser hielt die Mannschaft von den Abstiegsrängen fern und sicherte mit einem 1:0-Sieg gegen den FC Reading am letzten Spieltag den Klassenerhalt. In den anschließenden Spielzeiten 2003/04 und 2004/05 konsolidierte Pulis die Mannschaft auf Rang 11 und 12 im sicheren Mittelfeld, doch dessen ungeachtet führte ein Streit mit den Vereinseigentümern zu Pulis’ Entlassung am Ende der Saison 2004/05. Nur einen Tag später stellte der Verein den Niederländer Johan Boskamp als neuen Trainer vor. Dieser sorgte mit dem Kauf von Sambégou Bangoura für ungefähr eine Million Pfund für einen neuen vereinsinternen Rekord und auch die Verpflichtung des belgischen Nationalspielers Carl Hoefkens sollte sich als Glücksgriff herausstellen – Hoefkens wurde auf Anhieb zum Publikumsliebling und gewann nach Ablauf der Saison 2005/06 den „Fans’ Player of the Year Award“. Trotz der neuen Spieler blieben die Mannschaftsleistungen jedoch unbeständig, und so sprang am Ende nur ein Mittelfeldplatz in der seit 2004 nun „Football League Championship“ genannten zweiten Liga heraus. Die Spielzeit war zudem von einer Fehde zwischen Boskamp und dem Fußballdirektor John Rudge überschattet, die letztlich zur Aufgabe Boskamps führte. Parallel dazu übernahm erneut Peter Coates die Vereinsführung von Stoke City.
Am 23. Mai 2006 vollendete Coates die Übernahmeprozedur und setzte damit der Ära von Gunnar Gislason ein Ende. Coates installierte im Juni 2006 den vormaligen Trainer Tony Pulis als Nachfolger von Boskamp. Dieser verpasste mit seinem alten Klub in der Saison 2006/07 mit dem achten Platz die Teilnahme an den Play-off-Spielen nur knapp. Im Juni 2007 kaufte Coates zudem für ungefähr sechs Millionen Pfund das im städtischen Besitz befindliche Britannia Stadium. In der Saison 2007/08 feierte der Verein den größten Erfolg seit 23 Jahren und sicherte sich am 4. Mai 2008 den direkten Aufstieg sowie die erstmalige Teilnahme am Spielbetrieb der Premier League. Im FA Cup 2010/11 erreichte Stoke City das Finale, welches gegen Manchester City mit 0:1 verloren wurde. Da sich Manchester City für die Champions League qualifizierte, durfte Stoke City als unterlegener Pokalfinalist an der Europa League 2011/12 teilnehmen. Dort erreichte die Mannschaft das Sechzehntelfinale, wo sie gegen den FC Valencia ausschied.

## Finanzen
Stoke City gehört zum Glücksspiel-Unternehmen Bet365 von Denise Coates, John Coates und Peter Coates. Der Umsatz betrug in der Saison 2009/10 58,98 Mio. Pfund, dem Ausgaben von 71,2 Mio. Pfund gegenüberstanden.

## Trivia
Unter dem Rasen des Britannia Stadium ruht die Asche von Stanley Matthews.

## Erfolge
Englischer Ligapokal (League Cup): 1
- 1972

Football League Trophy: 2
- 1992, 2000

## Bekannte Spieler
- Sir Stanley Matthews
- Sir Geoff Hurst
- Gordon Banks
- Peter Shilton
- Robert Huth
- Marko Arnautović
- Xherdan Shaqiri
- Eric Maxim Choupo-Moting

## Ligazugehörigkeit
- 1888–1890: Football League
- 1890/91: Football Alliance
- 1891–1907: Football League First Division
- 1907/08: Football League Second Division
- 1908–1911: Birmingham & District League
- 1909–1915: Southern League
- 1919–1922: Football League Second Division
- 1922/23: Football League First Division
- 1923–1926: Football League Second Division
- 1926/27: Football League Third Division
- 1927–1933: Football League Second Division
- 1933–1953: Football League First Division
- 1953–1963: Football League Second Division
- 1963–1977: Football League First Division
- 1977–1979: Football League Second Division
- 1979–1985: Football League First Division
- 1985–1990: Football League Second Division
- 1990–1992: Football League Third Division
- 1992/93: Football League Second Division
- 1993–1998: Football League First Division
- 1998–2002: Football League Second Division
- 2002–2004: Football League First Division
- 2004–2008: Football League Championship
- 2008–2018: Premier League
- seit 2018: EFL Championship